# Rainbow Room

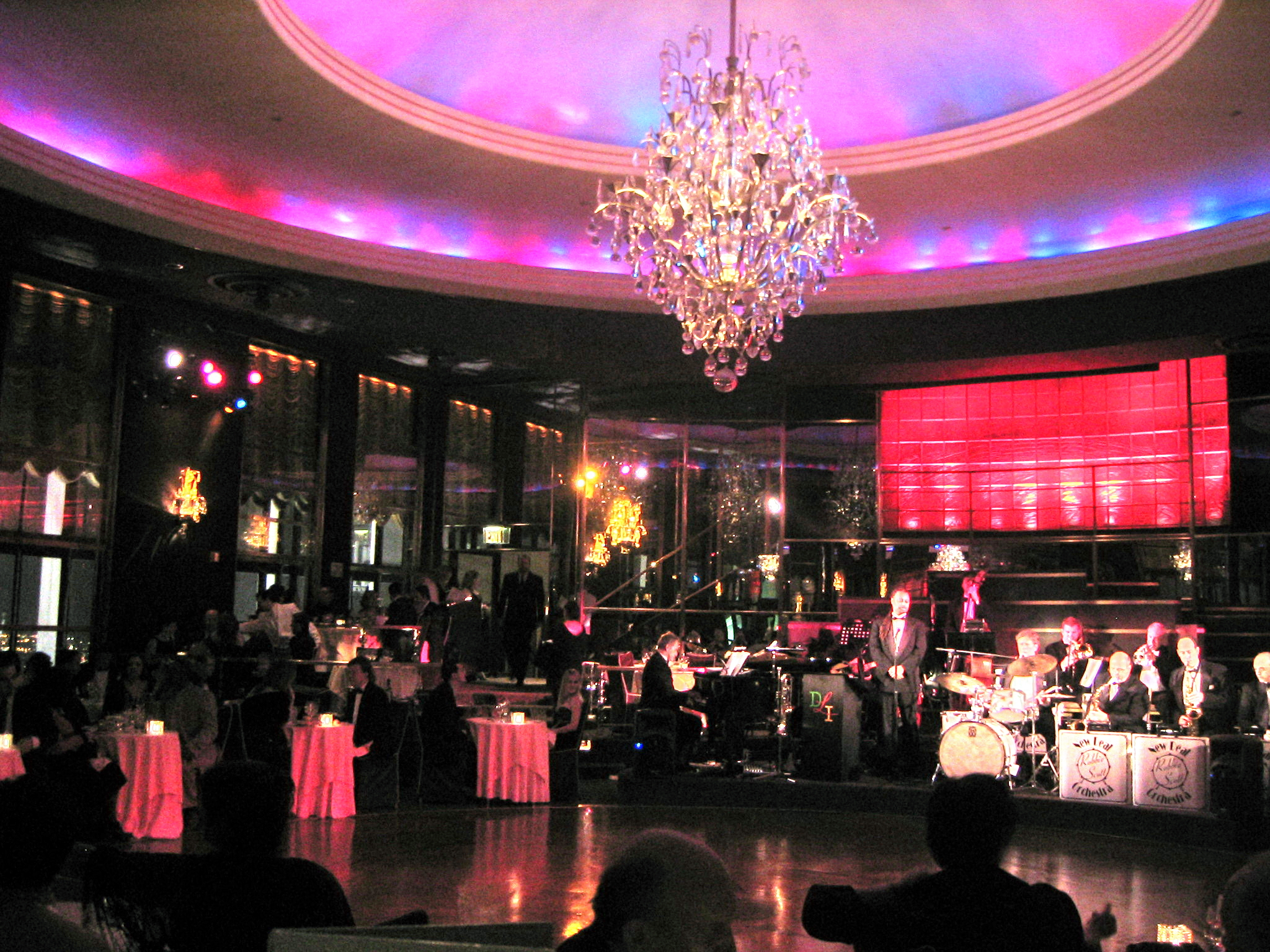
Une soirée au Rainbow Room en décembre 2004.

Le Rainbow Room est un restaurant et nightclub très coté de New York, situé au 65e étage du Comcast Building au cœur du Rockefeller Center. Il a ouvert ses portes pour la première fois le 3 octobre 1934, et avait alors pour vocation à être un club privé, où l'élite des New-Yorkais pouvait se réunir autour de cocktails et d'une cuisine raffinée. De nombreux artistes venaient également s'y produire, et les membres avaient accès à une piste de dance.
En 1974, David Rockefeller entreprit des travaux d'une valeur de 25 millions de dollars pour rénover et étendre le Rainbow Room. Cela donna naissance à une nouvelle période de prospérité pour ce qui est considéré par de nombreux architectes et designers comme « la salle la plus parfaite de New York ». La cuisine proposée est essentiellement italienne, et l'éventail de boissons distribuées est très large, allant des vins aux liqueurs ou autres cognacs. Le restaurant est en outre muni d'une piste de dance tournante, de son propre Big Band Orchestra, ainsi que d'une vue imprenable sur Manhattan, cinq étages seulement sous l'observatoire de l'immeuble, baptisé Top of The Rock. Depuis 1998, la famille Rockefeller a transmis le Rainbow Room à la famille italienne Cipriani qui est responsable du Harry's Bar de Venise.